# NGC 7308
NGC 7308 је елиптична галаксија у сазвежђу Водолија која се налази на NGC листи објеката дубоког неба.
Деклинација објекта је - 12° 56' 1" а ректасцензија 22h 34m 32,0s. Привидна величина (магнитуда) објекта NGC 7308 износи 13,7 а фотографска магнитуда 14,7. NGC 7308 је још познат и под ознакама IC 1448, MCG -2-57-17, PGC 69194.